# Rogier Blokland

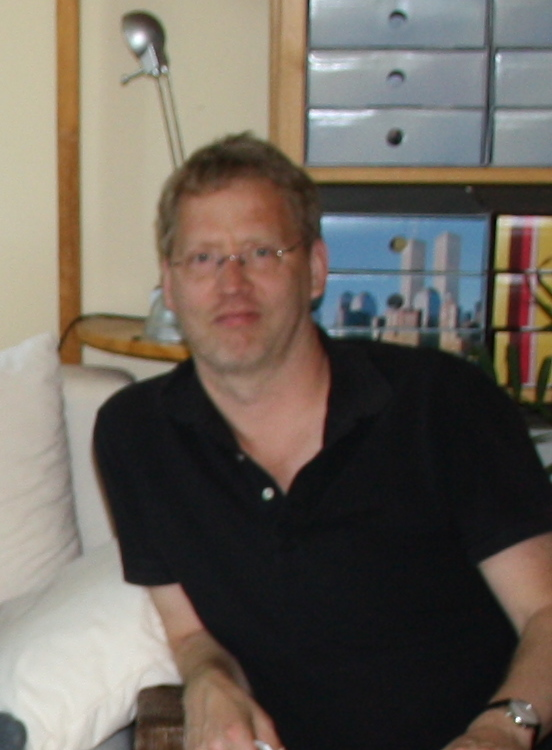
Rogier Blokland, 2018

Rogier Philip Charles Eduard Blokland (* 16. Februar 1971 in Dordrecht) ist ein niederländischer Linguist und Professor für Finnougristik an der Universität Uppsala.

## Leben
Blokland studierte an der Universität Groningen, wo er 1997 sein Masterexamen ablegte und 2005 bei Cornelius Hasselblatt promovierte. Nach seinem Studium war er als Dozent, Gastdozent und wissenschaftlicher Mitarbeiter an verschiedenen Universitäten tätig, unter anderem in Tallinn, Tartu, an der Ernst-Moritz-Arndt-Universität Greifswald sowie an der Humboldt-Universität zu Berlin. Unter seinen ausländischen Kommilitonen in Tartu war der Bulgare Petar Kehayov, heute Professor für Ostseefinnische Sprachen an der Universität.
2005–2006 vertrat Blokland den Lehrstuhl Finno-Ugristik (Cornelius Hasselblatt) in Groningen und 2009–2010 den Lehrstuhl Finnougristik/Uralistik (ehemals Eugen Helimski) an der Universität Hamburg. 2011 trat er die Stelle als wissenschaftlicher Assistent am Lehrstuhl Finnougristik (Elena Skribnik) an der Ludwig-Maximilians-Universität München an.
2014 wurde Rogier Blokland, als Nachfolger von Lars-Gunnar Larsson, auf den Lehrstuhl Finnougristik am Institut für Moderne Sprachen der Universität Uppsala berufen.
Forschungsschwerpunkte Bloklands sind die ostseefinnischen, permischen und samischen Sprachen, wobei er sich besonders mit Sprachdokumentation und Sprachkontakt der kleinen bedrohten Varietäten beschäftigt.

## Schriften (Auswahl)
Monographie
- 2009 The Russian loanwords in literary Estonian. Wiesbaden

Herausgaben
- 2007 Language and Identity in the Finno-Ugric World. Maastricht (zusammen mit Cornelius Hasselblatt)
- 2002 Finno-Ugrians and Indo-Europeans: Linguistic and Literary Contacts. Maastricht (zusammen mit Cornelius Hasselblatt)

Artikel
- 2012 Borrowed pronouns: evidence from Uralic. Finnisch-ugrische Mitteilungen 35: 1–35.
- 2011 Komi-Saami-Russian contacts on the Kola Peninsula. Language Contact in Times of Globalization, hrsg. von Cornelius Hasselblatt, Peter Houtzagers & Remco van Pareren. Amsterdam & New York. 5–26 (zusammen mit Michael Rießler)
- 2010 Vene mõju eesti keeles. Keele rajad. Pühendusteos professor Helle Metslangi 60. sünnipäevaks, hrsg. von Ilona Tragel. Tartu. 35–54 (zusammen mit Petar Kehayov)
- 2003 The endangered Uralic languages. Language Death and Language Maintenance. Theoretical, practical and descriptive approaches, hrsg. von Mark Janse & Sijmen Tol. Amsterdam. 107–141 (zusammen mit Cornelius Hasselblatt)
- 2002 Phonotactics and Estonian etymology. Finno-Ugrians and Indo-Europeans. Linguistic and Literary Contacts, hrsg. von Rogier Blokland & Cornelius Hasselblatt. Maastricht. 46–50.
- 2000 Allative, genitive and partitive. On the dative in Old Finnish. Congressus Nonus Internationalis Fenno-Ugristarum IV. Tartu. 421–431 (zusammen mit Nobufumi Inaba)